# Шаманка (фильм)
«Шаманка» (пол. Szamanka) — фильм режиссёра Анджея Жулавского совместного польско-французского производства, вышедший на экраны в 1996 году.

## Сюжет
В Краков из пригорода в поисках жилья приезжает молодая студентка (Ивона Петри). Её имя ни разу не звучит в фильме, только прозвище «итальянка» (пол. Włoszka). В одной из квартир она встречает Михала (Богуслав Линда), молодого профессора археологии, ранее снимавшего в этой квартире комнату для своего брата. Сцена завершается жёстким сексом между «Итальянкой» и Михалом.
Михал помолвлен с Анной (Агнешка Вагнер), дочерью своего руководителя. Во время раскопок он со своими студентами находит хорошо сохранившийся труп древнего шамана, умершего предположительно более двух тысяч лет назад. В лаборатории тщательно изучают мумифицированное тело, покрытое странными татуировками. Среди останков шамана находят мешочек с галлюциногенными грибами. Исследователи пытаются установить причину смерти шамана — затылочная часть его черепа имеет сильные повреждения.
Во время очередной лекции итальянка приходит в аудиторию и привлекает внимание Михала странным поведением, они вместе едут на съёмную квартиру, где снова занимаются сексом. С этого момента между ними устанавливаются странные отношения, абсолютно дикое и непредсказуемое поведение девушки, её постоянная потребность в сексе переворачивают жизнь Михала. Он расстаётся с Анной и отдаляется от своих друзей и коллег. Михал галлюцинирует, находясь в лаборатории с мумией шамана: дух шамана рассказывает, что его убила женщина, хотевшая заполучить его способности.
Михал сообщает «Итальянке», что уходит от неё. Тогда она разбивает ему затылок и съедает его мозг.

## В ролях
| Актёр          | Роль                     |
| -------------- | ------------------------ |
| Богуслав Линда | Михал                    |
| Ивона Петри    | Итальянка (пол. Włoszka) |
| Агнешка Вагнер | Анна, невеста Михаля     |
| Пётр Махалица  | отец Анны                |

## Критика
После выхода фильма в Польше разразился крупный скандал. Анджея Жулавского обвинили в использовании порнографии и издевательстве над христианскими ценностями. В итоге «Шаманка» вышла в ограниченном прокате и демонстрировалась в двух-трёх кинотеатрах Варшавы. Но, несмотря на всё это, было продано около 400 тыс. билетов. Комиссия Венецианского кинофестиваля не включила фильм в конкурсную программу под тем же предлогом порнографичности.
Во Франции «Шаманка» так же была представлена лишь в ограниченном прокате, было продано 11150 билетов.